# Aaron Jones
Aaron Jones (nacido el 26 de julio de 1993 en Pascagoula, Misisipi, Estados Unidos) es un jugador de baloncesto estadounidense  que actualmente se encuentra sin equipo. Con 2,06 metros de altura, juega en la posición de ala-pívot y pívot.

## Trayectoria deportiva
Aaron Jones es un jugador formado en Ole Miss Rebels y tras no ser drafteado en 2012, debutó como profesional en Alemania en las filas del RheinStars Köln.
Más tarde, desarrolla su carrera baloncestística en Bulgaria y Finlandia.
En verano de 2018, firma por el Rethymno BC de la A1 Ethniki y en 2019 se fue a Alemania, a Crailsheim Merlins. 
En julio de 2020 anuncia su fichaje por el Bilbao Basket pero no tiene un buen rendimiento y en noviembre cambia de equipo fichando por el Cholet Basket.
El 5 de julio de 2021, firma por el De'Longhi Treviso de la Lega Basket Serie A.